# Карлистички ратови
Карлистички ратови (шпански: Guerras Carlistas) је назив за низ грађанских ратова у Шпанији током 19. века. Назив су добили по карлистима, присталицама Карлоса V, брата шпанског краља Фердинанда VII, и његових потомака. Следбеници инфанта Карлоса борили су се за шпанску традицију (легитимизам и католицизам) против либерализма, касније и републиканства. 
- Први карлистички рат (1833-1840)
- Други карлистички рат (1846-1849)
- Трећи карлистички рат (1872-1876)
- Шпански грађански рат (1936-1939)